# Yondu
Yondu Udonta o simplemente Yondu es un personaje ficticio que aparece en los cómics estadounidenses publicados por Marvel Comics. La versión original del personaje se representa como el último superviviente de su especie en el siglo 31, y un miembro fundador de los Guardianes de la Galaxia de la realidad alterna del Multiverso Marvel conocida como Tierra-691.
Yondu en la Tierra-691 se representa como un hombre de piel azul con una gran aleta roja que sobresale de la parte posterior de la cabeza y la espalda; es un guerrero espiritual que puede controlar sus flechas asesinas a través de ondas sonoras, más comúnmente silbando. Yondu se unió a Vance Astro y otros sobrevivientes del ataque de Badoon al sistema solar en el siglo 31, quienes se hicieron conocidos como los Guardianes de la Galaxia. Como parte de los Guardianes, Yondu viajó a la Tierra actual y se convirtió en miembro honorario de Los Vengadores. El Yondu original nunca actuó como un personaje en solitario en ningún cómic de Marvel, pero fue un miembro central del equipo en el cómic de Guardianes de la Galaxia que se desarrolló entre 1990 y 1995.
Michael Rooker interpretó a Yondu como un pirata espacial que lidera una de las facciones de "The Ravagers" (Devastadores, en español) en las películas del Universo cinematográfico de Marvel Guardianes de la Galaxia (2014) y Guardianes de la Galaxia vol. 2 (2017). Después del lanzamiento de la primera película, Marvel Comics introdujo esta versión del personaje en la continuidad del cómic Tierra-616. Además, Rooker prestó su voz a una versión alternativa de Yondu en la serie animada de Disney+, What If...? (2021) y The Guardians of the Galaxy Holiday Special (2022), y una aparición de cameo en la película de Guardianes de la Galaxia vol. 3 (2023).
El personaje actual de Yondu ha aparecido en la serie de televisión animada Guardianes de la Galaxia y como personaje jugable en videojuegos.

## Historial de publicación
La versión Tierra-691 de Yondu apareció por primera vez en Marvel Super-Heroes # 18 (enero de 1969). Según Roy Thomas, todos los Guardianes de la Galaxia originales se crearon en una conferencia entre Arnold Drake y Stan Lee, pero sigue siendo incierto si cada personaje individual fue creado por Drake, Lee o ambos.
Yondu apareció junto con el resto del equipo original de Guardianes de la Galaxia en la serie 2014, Guardianes 3000. El escritor Dan Abnett lo describió como "el instinto" del equipo.
La versión Tierra-616 de Yondu apareció por primera vez en Star-Lord # 2 y fue creada por Sam Humphries y Javier Garron.

## Historia del personaje

### Tierra-691
Yondu Udonta es un miembro de la tribu Zatoan, los seres primitivos nativos de Centauro IV. Él es un cazador. Su casa fue la primera colonia fuera del sistema solar de la Tierra. Yondu nació a principios del siglo 31. El pueblo de Yondu había huido de la llegada de los colonizadores terrestres de la Tierra que habían comenzado a llegar en el 2940 A.C.
En 3006 D.C., Vance Astro, un astronauta de la Tierra, aterriza en el planeta de Yondu con una nave de propulsión anticuado. A pesar de darse cuenta de que su misión no tenía sentido, realiza el reconocimiento de todos modos. Vance se encuentra con Yondu durante el proceso. Yondu lo ataca, pero es repelido por las potencias de Vance. Yondu decide trabajar con Vance cuando los Badoon, una raza alienígena, se apoderan del planeta. Vance y Yondu escapan en su nave en busca de ayuda. Sin embargo, los Badoon los capturan fácilmente. El dúo llega a la Tierra, que también ha sido conquistada. Al ser interrogado, Vance pretende ser hostil con Yondu, llamándolo una criatura estúpida. Más tarde escapan de las atenciones de Drang, el líder de las fuerzas Badoon locales, cuando Yondu cambia el curso de su flecha como Vance le dispara como parte de un plan de escape, fingiendo que quiere ejecutar a Yondu con sus flechas, pero Yondu le da una señal que cambia el curso y distrae al Badoon. Ellos se unen con Charlie-27 de la colonia Júpiter y Martinex de la colonia Plutón cuando llegan con un teletransportador (cuya aparición fue causado por Halcón Estelar) y forman los Guardianes de la Galaxia para luchar contra los Badoon.
Para los próximos años, los cuatro supervivientes atacaron los puestos avanzados de los Badoon del sistema solar. En el año 3014, los Guardianes se unieron con los viajeros del tiempo la Mole, el Capitán América y Sharon Carter para retomar la ciudad de Nueva York de las fuerzas Badoon. En 3015 A.D, los Guardianes viajan en el tiempo al siglo 20, y se reunieron con los Defensores y luego se encuentran con Halcón Estelar. Después de que la humanidad derrota a los ocupantes de la Hermandad de Badoon, la Hermandad de Badoon llega y saca a los machos de la Tierra.
Yondu y los Guardianes más tarde se asociaron con el viajero del tiempo Thor, y lucharon contra Korvac y sus secuaces de amenaza. Yondu viajó hasta el presente junto con compañeros de Guardianes, y ayudaron a los Vengadores a pelear contra Michael Korvac. Algún tiempo después, en el año 3017, Yondu y los Guardianes fueron en una búsqueda para encontrar el escudo perdido del Capitán América. Ellos lucharon contra Taserface y los Stark, y los derrotaron. La mano derecha de Yondu fue destruida más tarde por la interfaz, y Martinex lo sustituye con un accesorio biónico. Yondu más tarde deja el equipo cuando descubre un pequeño grupo de sobrevivientes de su pueblo en Centauri IV. Se había pensado desde hace tiempo que Yondu había sido el único sobreviviente de su planeta, pero las circunstancias, tales como cavernas que absorben ondas de radio, había permitido que algunos de su especie sobrevivieran. Durante la despedida, Vance se disculpa por lo que él había pensado que era un trato inaceptable de Yondu durante sus aventuras anteriores.

### Tierra-616
El escritor Sam Humphries, ha identificado la versión de la Tierra-616 de Yondu como "el tatara, tatara, tatara, tatara, tatara, tatara, tatarabuelo del Yondu de los Guardianes de la Galaxia originales y Guardians 3000". En esta Tierra, Yondu es el líder de los Ravagers, un grupo de Piratas del Espacio. Yondu encuentra a Peter Quill cuando su nave falla y lo amarra en la Tierra. Los Ravagers lo rescatan como Peter intenta robar su nave, llegando a ser más astuto que todos los miembros de la tripulación y la captura de Yondu. Después de que Yondu se libera de sus restricciones y ataca a Peter, le da la opción entre dejarse liberar en el espacio sin más problemas o ejecución. Peter en cambio pide unirse a su equipo. Yondu es inicialmente escéptico de esta idea, Pero después de que él aprende Peter, como él, es un huérfano sin hogar, Yondu le permite permanecer en la nave con los Ravagers como su muchacho de la limpieza. Peter aprovecha la oportunidad para aprender todo lo que puede del espacio. Star-Lord hace el trabajo de limpieza de los Ravagers hasta que Yondu lo convierte en un Ravager oficial.

## Poderes y habilidades
Yondu no posee poderes superhumanos físicos, pero es una mística natural, al igual que su tribu entera. Como miembro de la raza alienígena del planeta Centauri IV, Yondu posee una interfaz intuitiva místico "sexto sentido" que le permite a su percepción limitada relaciones empáticas con otras formas de vida. Cuanto mayor sea la forma de vida, más limitada es su potencial empático. Además, posee una buena relación intuitiva y mística con la naturaleza, sobre todo en su propio mundo, pero también con cualquier mundo que aún posee fauna natural. Con esta relación, puede detectar elementos incongruentes (cuerpos extraños o sustancias) o centrarse en los elementos específicos dentro del conjunto (tales como la ubicación de una planta dada). También es sensible a los seres místicos y fuerzas y es capaz de detectar su presencia y actividades sin esfuerzo. Al entrar en un trance, Yondu es capaz de reponer su propia fuerza interior al asociarse con las fuerzas naturales.
Yondu es un promedio por encima del ejemplar físico de su carrera. Él tiene un poco más de fuerza y resistencia que el hombre promedio. Como cazador, Yondu es un experto en el uso del arco y la flecha. Su habilidad para silbar con una gama de cuatro octavas ayuda a su tiro con arco. El idioma nativo Centuariano es un sistema de gruñidos, chasquidos y silbidos, pero Yondu ha logrado dominar el idioma inglés, aunque es doloroso para él hablar por mucho tiempo sin descansar su garganta. Es un excelente combatiente mano a mano, y un cazador muy hábil y buen rastreador. Tiene un amplio conocimiento de las costumbres sociales y religiosas de los nativos de Centauri IV.

### Armas
Yondu utiliza un arco curva individual de 5 pies (1,5 m) y un carcaj de flechas compuestos por yaka, un especial metal sensible al sonido que se encuentra solo en Centauri IV. Una flecha yaka que realmente puede cambiar su dirección (pero no su rapidez) en respuesta a ciertos sonidos que algunos centaurianos pueden producir. Yondu es hábil en el control de sus flechas, puede hacer que una flecha vuelva a su mano o pasar por una multitud de personas sin tocarlos. Las flechas de Yondu son de 15 pulgadas (380 mm) de largo y son muy flexibles. Lleva aproximadamente 20 de ellos a la vez. También utiliza una daga.
La mano derecha da Yondu había sido sustituido por un dispositivo biónico llamado accesorio de ocultamiento de arma. Por lo tanto, ya no puede practicar tiro con arco, ni realizar funciones que lo obliga a agarrar con la mano derecha. El dispositivo se puede liberar de dentro de sí en una serie de armas, incluyendo una maza, un hacha, una guadaña, una lanza de púas, y otros, cuando no están en uso las armas, se ocultan dentro del accesorio en un tamaño reducido, ampliado hasta por partículas Pym.

## En otros medios

### Televisión
- Yondu aparece en la nueva serie Guardianes de la Galaxia con la voz de James Arnold Taylor.[18][19]
  - En "Orígenes", Yondu encuentra a Quill de niño, quién lo salva de sus compañeros al cazarlo, y lo cría al ser un Ravanger.
  - En la primera temporada, episodio 1, "El Camino a Knowhere", intentó vender a Korath el Perseguidor de la Semilla Cósmica que estaba contenido en una caja. Sin embargo, fue capturado y encarcelado durante el reparto. Star-Lord lo libera más tarde a él y los Guardianes de la Galaxia le acompañan en su escape de la prisión. Mientras, Star-Lord intenta robar la semilla cósmica con Yondu bajándolo de una cuerda cuando Yondu le cae y se escapa, Star-Lord es la clave antes de regresar con más Ravangers. En el episodio 2, "Sin Escapatoria", cuando entrega a Star-Lord a Korath antes de desaparecer. En el episodio 8, "Roba-Cuerpos", Yondu intenta robar el mapa de Star-Lord en un planeta cuando él y los Ravangers fueron atacados por simbiontes, que rompió la nave de Yondu. Yondu más tarde captura al Milano para forzar Star-Lord para darle el mapa cuando se abre el vial universales de Rocket, dejando escapar a Rocket, el brazo de Groot, y varios simbiontes. Yondu y los restantes Ravagers escapan mientras Rocket explota su nave con una bomba. En el episodio 11, "Vaqueros del Espacio", Yondu es contratado por el Gran Maestro para redirigir a los Moombas explosivos para Knowhere. Yondu y los Ravangers combaten a los Guardianes de la Galaxia sobre los Moombas, solo para que los Nova Corps lleguen. Los Nova Corps involucran a Yondu y los Ravangers en una alta velocidad de persecución. En el episodio 17, "Persigue a tu Amor", se revela la verdad que el emperador J´son le dice a Yondu en entrenar a Star-Lord en ser un experto criminal y un Ravanger como él. En el episodio 25, "No Más Engaños", Yondu y sus Ravangers se hacen pasar por los Guardianes de la Galaxia para robar a sus víctimas hasta que son descubiertos por los verdaderos Guardianes de la Galaxia. Hasta que él y Star-Lord son tragados por una bestia Groom y deberán unirse para salir, mientras que los otros Guardianes y Ravangers deben salvar a sus líderes, hasta que Yondu y sus Ravangers son convencidos de devolver a sus víctimas, cuando Star-Lord supo lo de su padre J'son que le dijo a Yondu en entrenarlo en ser un experto criminal y un Ravanger como él.
  - En la segunda temporada, episodio 3, "Mentiroso", Yondu se encuentra con Rocket y Drax de recuperar que les fue robado al tener su flecha, y les dice que los tienen unos agentes de bolsa y que sus artículos han sido vendidos a una casa de subastas torcida de Knowhere. Al final, los engaño al tener el bolsillo de Dimensión Vial que estaba el sarcófago de la base de asteroides de Thanos y al abrirlo en un planeta desconocido, se desvanece. En el episodio 7, "Lugar Correcto, Momento Equivocado", Yondu aparece vivo y capturado en la nave del Alto Evolucionador en un lugar desconocido donde lo envió el capullo. En el episodio 19, "No Siempre Obtienes lo que Quieres", se ve nuevamente siendo prisionero del Alto Evolucionador. En el episodio 20, "Buenas y Malas Personas", escapo del Alto Evolucionador y se reunió con Kraglin y sus Ravangers, y provoca una distracción en una pelea con los Guardianes para que Adam Warlock sea capturado por el Coleccionista, y confeso al decirle a Gamora donde se encontraba. En el episodio 22, "Solo una Broma", en un pasado, Yondu aprendió de Quill de niño en bromear a todos en Xandar. Hasta que un arma peligrosa, fue provocada por Yondu en insertar un gas apestoso, en aparecer en un holograma diciendo ser el rey de las bromas.
  - En la tercera temporada como "Misión: Fuga", episodio 7, "Lucha entre dos hermanas", Yondu y sus Ravagers van a los mismos planetas para robar las unidades que se les dan. Luego de encontrarse con Gamora y  Nebula, las deja arder en el fuego en una celebración. Luego de escapar, descubren que ellas los siguieron, y él y sus Ravagers son obligados por Nebula, a devolver el botín que robaron de otros planetas. En el episodio 24, "Romper cosas es difícil", Yondu ayuda a los Guardianes de la Galaxia a enfrentar a los Ultroides de Serpiente hasta sacrificarse en salvar a Quill.
- Yondu aparece en Lego Marvel Super Heroes - Guardianes de la Galaxia: La amenaza de Thanos, expresado nuevamente por James Arnold Taylor.[20]

### Universo cinematográfico de Marvel
Yondu Udonta aparece en medios ambientados en el Universo cinematográfico de Marvel, interpretado por Michael Rooker. Esta versión es un cyborg armado con una flecha autopropulsada que puede controlar mediante un silbido y una aleta de control montada en la cabeza. Además, es el líder de un clan de piratas espaciales llamado Ravagers (Devastadores, en español).
- Udonta aparece por primera vez en la película de acción real Guardianes de la Galaxia (2014).[21] En 1988, secuestra a un joven Peter Quill en nombre del padre de este último, que luego se revela como Ego, pero decide criar al niño como un Ravanger. Sin embargo, en el presente, Quill roba un orbe en lugar de entregárselo a los Ravangers, lo que lleva a Udonta a perseguirlo. Más tarde, Udonta captura a Quill y Gamora, quienes descubren que el orbe contiene la Gema de Poder y lo persuaden para que los ayude a salvar a Xandar de Ronan el Acusador. Una vez que Ronan es derrotado, Udonta reclama el orbe de Quill y se marcha. Mientras se entera de que era una falsificación que contenía un muñeco Troll, un divertido Udonta lo agrega a su colección de figuritas pequeñas.
- En Guardianes de la Galaxia vol. 2 (2017), ambientada unos meses después de la primera película,[22] la gran comunidad Ravager ha exiliado a Udonta y su facción después de descubrir que rompieron el código Ravager traficando niños. Después de esto, Ayesha de los Soberanos contrata a Udonta para rastrear a los Guardianes de la Galaxia en represalia por el robo de Rocket de sus baterías amulax. Udonta y sus Ravagers capturan a Rocket y Groot. Sin embargo, cuando anuncia su intención de incumplir el trato, Taserface lanza un motín y ejecuta a todos los leales de Udonta mientras Nebula destruye su aleta de control. Después de ser encarcelado, Rocket, Groot y Kraglin Obfonteri ayudan a Udonta a asegurar un prototipo de aleta para que pueda matar a Taserface y a los amotinados antes de escapar para ayudar a Quill y los otros Guardianes a derrotar a Ego. Cuando el planeta de Ego es destruido, Udonta se sacrifica para salvar a Quill, habiendo crecido para verlo como un hijo. En el funeral de Udonta, Quill lo declara su verdadero padre mientras Rocket informa a los otros Devastadores de la redención de Udonta.
- Una versión alternativa de Udonta en la línea de tiempo aparece en la serie animada de Disney+, What If...?, en el episodio "¿Qué pasaría si... T'Challa se convirtiera en Star-Lord?", con Rooker retomando el papel.[23] Esta versión comparte los mismos orígenes que su contraparte cinematográfica, pero en cambio cría a un joven T'Challa después de que Kraglin y Taserface lo confunden con Quill.
- Udonta aparece en el especial de televisión The Guardians of the Galaxy Holiday Special (2022) con Rooker retomando el papel en voz.[24] A través de flashbacks en formato animado, se muestra como Yondu intentó arruinar una Navidad a Quill cuando era joven, pero reconsidero su actuar y como recompensa, le regala los blasters que Quill ha usado en sus aventuras.
- Udonta tiene un cameo en Guardianes de la Galaxia vol. 3 (2023). Se le aparece a Kraglin a través de una visión.[25]

### Videojuegos
- Yondu aparece en Disney Infinity: Marvel Super Heroes,[26] expresado por Chris Edgerly.[27] Él aparece como dador de la misión y carácter jugable. También aparece en Disney Infinity 3.0.)
- Yondu es un personaje jugable en Marvel Future Fight.[28]
- Yondu aparece en Marvel: Avengers Alliance 2.[29]
- Yondu aparece en Guardians of the Galaxy: The Telltale Series, expresado por Mark Barbolak.[30] En el episodio 1, se le ve en un flashback inducida por Star-Lord siendo gravemente herido por Hala la Acusadora. Yondu le dice a Peter que Meredith le pidió que cuidara de Peter después de su muerte. Si Peter Quill confía en Yondu, él acepta ir junto con Yondu que comienza a mostrarle su nuevo hogar. Si Peter Quill no confía en Yondu, esto hará que Yondu lo arrastre con fuerza a su nuevo hogar. En el episodio 1, los Guardianes de la Galaxia visitan a Yondu en el Distrito Neon en el planeta Rajek donde Star-Lord lo recluta para ayudar a reparar el Milano. Hay alguna historia entre Yondu y Rocket Raccoon donde Yondu compró algunas armas que Rocket Raccoon le vendió. Mientras él ayuda a arreglar el barco, él acompaña a los Guardianes de la Galaxia en el caso de que el jugador decida no acompañar a Rocket Raccoon a Halfworld resultando en Rocket Raccoon pidiendo prestado la nave de Yondu.
- Yondu es también un personaje jugable en Marvel: Contest of Champions.
- Yondu es un personaje jugable en Marvel Puzzle Quest, el juego de PC y móvil de tres combinaciones. Yondu se añadió al juego en agosto de 2017.[31]